# Maryse Condé
Maryse Condé (rozená Maryse Liliane Appoline Boucolon, 11. února 1934 Pointe-à-Pitre – 2. dubna 2024 Apt) byla spisovatelka z ostrova Guadeloupe, píšící ve francouzštině. Hlavním námětem jejích knih je vyrovnávání se s dědictvím koloniální nadvlády.
V šestnácti letech odešla do Paříže, studovala na Lycée Fénelon a pracovala jako učitelka. V roce 1959 se provdala za guinejského herce Mamadou Condého a odešla za ním do Afriky, od roku 1970 žila v Paříži, v roce 1972 vydala první divadelní hru, v roce 1975 získala na Sorbonně doktorát v oboru komparativní literatury a v roce 1976 napsala první román. Roku 1986 se vrátila na Guadeloupe.
V roce 2018 jí byla udělena Literární cena Nové akademie, zřízená poté, co Švédská akademie kvůli sexuálnímu a korupčnímu skandálu zrušila vyhlášení Nobelovy ceny za literaturu. Portál Nicer Odds ji uvedl mezi favority na Nobelovu cenu i v roce 2019, kdy ale cenu nezískala.

## Dílo
- Já Tituba, černá čarodějnice ze Salemu (I, Tituba: Black Witch of Salem, 1986). Zpracováno v Českém rozhlasu jako desetidílná četba na pokračování, překlad Tomáš Havel, pro rozhlas připravila Lucie Němečková, četla Jana Stryková, režie Vlado Rusko. Natočeno v roce 2023.[4]